# 川西村 (神奈川県)
川西村（かわにしむら）は、神奈川県足柄上郡に存在した村。現在の山北町南西部に位置した。村域は2つに分断されていた。

## 地理
- 山：城山、不老山
- 川：酒匂川、河内川

## 歴史
- 1889年（明治22年）4月1日 - 町村制の施行により、川西村が都夫良野村飛地を加えて単独村制。湯触村、谷ケ村、神縄村、山市場村との町村組合が発足し、組合役場を大字川西に設置。
- 1911年（明治44年）4月1日 - 湯触村を編入。
- 1923年（大正12年）4月1日 - 谷ケ村、山市場村と合併して清水村が発足。同日川西村廃止。

## 交通
鉄道省東海道本線（現東海旅客鉄道御殿場線）が村域をかすめているが、駅は存在しなかった。